# ترجیحات و انتخاب
ترجیحات و انتخاب۱ از پایه‌ای و اساسی‌ترین مباحث اقتصادی و سرآغاز بسیاری از کتاب‌های نوشته شده در زمینهٔ اقتصاد خرد و اقتصاد مصرف‌کننده است. در نظریهٔ اقتصادی مصرف‌کننده، اقتصاددانان فرض می‌کنند که مصرف‌کنندگان بهترین سبد کالا را که بتوانند، انتخاب می‌کنند. در این نظریه، مفهوم «بهترین» و «بتوانند» اهمیت بسیار دارد. در اینجا ما با یک نگاه کاملاً انتزاعی به مفهوم «بهترین» می‌پردازیم. نقطهٔ شروع مسئلهٔ تصمیم فرد، مجموعه‌ای از گزینه‌های ممکن است که فرد باید از میان آن‌ها انتخاب کند. در بحثی که در پی آن می‌آید، مجموعهٔ انتخاب‌ها را به صورت مجرد بوسیلهٔ {\displaystyle X\!} نشان می‌دهیم. فعلاً این مجموعه هر چیزی می‌تواند باشد. مثلاً اعضای {\displaystyle X\!} می‌توانند حضور درکلاس، رفتن به سینما، بازی با کامپیوتر، گوش‌دادن به صدای یک خوانندهٔ مورد علاقه یا مجموعه‌ای از اعداد حقیقی باشد. در واقع اعضای مجموعهٔ {\displaystyle X\!} انتخاب‌های مصرفی ممکن مصرف‌کننده‌اند.
دو رهیافت مختلف در مدل‌سازی رفتار انتخاب فرد وجود دارد، در روش اول، سلیقهٔ فرد تصمیم‌گیرنده را به عنوان ویژگی اصلی فرد، متبلور در رابطهٔ ترجیحات۲ می‌داند. این نظریه ابتدا عقلانیت۳ را به اصول متعارف ترجیحات مصرف‌کننده اعمال و سپس به تحلیل پی‌آمدها و نتایج این الگوی ترجیحات برای رفتار انتخاب وی می‌پردازد. این نگرش استوار یافته بر الگوی ترجیحات، قدیمی‌تر و سنتی‌تر از رهیافت دیگر است.
در روش دوم، رفتار انتخاب فرد را به عنوان ویژگی اصلی دانسته و با قبول فرض‌هایی به‌طور مستقیم دربارهٔ این رفتار، به تحلیل ادامه می‌دهد. فرض اساسی در این نگاه، اصل ضعیف ترجیحات آشکار شده۴ است که اصل سازگاری را در یک مفهوم موازی با فرض‌های عقلانیت رهیافت استوار یافته بر الگوی ترجیحات (روش اول)، بر رفتار انتخاب اعمال می‌کند. این رهیافت مبتنی بر انتخاب، دارای جذابیت‌های گوناگونی است، شکل‌های عمومی‌تری از رفتار فرد در مقایسه با رهیافت الگوی ترجیحات امکان‌پذیر است و فرض‌هایی را دربارهٔ اشیایی که به‌طور مستقیم قابل مشاهده هستند در نظر می‌گیرد (به جای اعمال فرض بر روی چیزهایی که غیرقابل مشاهده هستند).

## روابط ترجیحات
در رهیافت مبتنی بر الگوی ترجیحات، اهداف تصمیم‌گیرنده در روابط ترجیحات تبلور می‌یابند، که این روابط با استفاده از {\displaystyle \succsim \!} نشان داده می‌شوند. {\displaystyle \succsim \!} یک رابطه دوتایی بر روی مجموعهٔ {\displaystyle X\!} است، که امکان مقایسه زوج‌های  {\displaystyle x,y\in X}  را فراهم میسازد.
```

  

    

      

        
x

        
≿

        
y

        

      

    

    
{\displaystyle x\succsim y\!}

  

  به‌صورت « 

  

    

      

        
x

        

      

    

    
{\displaystyle x\!}

  

حداقل به خوبی   

  

    

      

        
y

        

      

    

    
{\displaystyle y\!}

  

است» خوانده می‌شود.
```

از رابطهٔ {\displaystyle \succsim \!} دو رابطهٔ مهم دیگر بر روی  {\displaystyle X\!}قابل استخراج است:
1. {\displaystyle x\succ y\!}، که به‌صورت « {\displaystyle x\!}ترجیح دارد بر {\displaystyle y\!}»، خوانده شده و به این معنی است که برای مصرف‌کننده {\displaystyle x\succsim y\!}  می‌باشد ولی   {\displaystyle y\succsim x\!}   نیست.
2. و نیز   {\displaystyle x\sim y\!}   که به‌صورت « {\displaystyle x\!}نسبت به  {\displaystyle y\!}بی‌تفاوت است» خوانده می‌شود و به معنای بی‌تفاوتی مصرف‌کننده بین {\displaystyle x\!} و {\displaystyle y\!} می‌باشد. به عبارت دیگر، هم   {\displaystyle x\succsim y\!}   و هم   {\displaystyle y\succsim x\!}  برقرار می‌باشند.

### عقلانیت
در اغلب نظریه‌های اقتصاد خرد، فرض بر این قرار داده می‌شود که ترجیحات فرد عقلانی است.  فرضیه‬ٔ عقلانیت در دو فرض اساسی دربارهٔ رابطهٔ ترجیحات می‌گوید: اصل کمال۵ و اصل انتقال‌پذیری۶ برخی خاصیت تقارنی را نیز به این دو خاصیت اضافه می‌کنند. ولی با وجود فرض کمال این فرض زاید می‌نماید، چون هر سبد حداقل به خوبی خودش نیز می‌باشد.

#### اصل کمال
این اصل بدین معنی است که فرد تصمیمگیرنده دارای ترجیح خوش تعریف بین هر دو گزینهٔ ممکن است. یعنی برای تمام   {\displaystyle x,y\in X\!}  داشته باشیم،  {\displaystyle x\succsim y\!}   یا    {\displaystyle y\succsim x\!}   (یا هر دو).

#### اصل انتقال‌پذیری
انتقال‌پذیری، اصلی آشناست بدین تعریف که برای تمام   {\displaystyle x,y\in X\!}، اگر   {\displaystyle x\succsim y\!}   و   {\displaystyle y\succsim z\!}، آنگاه   {\displaystyle x\succsim z\!} .

به عبارت دیگر اگر برای فردی {\displaystyle x\!} حداقل به خوبی {\displaystyle y\!} باشد و {\displaystyle y\!} نیز حداقل به خوبی {\displaystyle z\!}، پس می‌بایست {\displaystyle x\!} حداقل به خوبی {\displaystyle z\!} باشد.

### توابع مطلوبیت
در علم اقتصاد، اغلب، روابط ترجیحات را با استفاده از تابع مطلوبیت۷ نشان می‌دهیم. تابع مطلوبیت، ،{\displaystyle u(x)\!} یک مقدار عددی را با هر عضو از  {\displaystyle X\!}در تناظر قرار می‌دهد، که اعضای  {\displaystyle X\!}را بر طبق ترجیحات فرد رتبه‌بندی می‌کند.

به عبارت دقیق‌تر تابع :
{\displaystyle u:X\rightarrow \Re \!}
یک تابع مطلوبیت و نشانگر رابطهٔ ترجیحات است اگر برای تمام   {\displaystyle x,y\in X\!}، عبارت  {\displaystyle x\succsim y\!}  نتیجه دهد که:
.{\displaystyle u(x)\geqslant u(y)\!}
البته تابع مطلوبیتی که رابطهٔ ترجیحات را می‌نمایاند، یکتا نیست. هر تابع افزایشی اکید از تابع مطلوبیت، یک تابع مطلوبیت جدید و نشان‌دهنده همان الگوی ترجیحات است، زیرا رابطه ترجیحات مربوط به یک تابع مطلوبیت یک خاصیت رتبه‌ای است.

## قواعد انتخاب
در نگرش دوم، به نظریهٔ تصمیم‌گیری مصرف‌کننده، قواعد انتخاب۸ یا رفتار انتخاب، یک عنصر اساسی در این نظریه قلمداد می‌شود. به‌طور نمادین رفتار انتخاب به‌وسیله ساختار انتخاب نشان داده می‌شود. یک ساختار انتخاب {\displaystyle ({\mathfrak {B}},C(.))\!} از دو مؤلفه تشکیل می‌شود.
- {\displaystyle {\mathfrak {B}}\!}، خانواده‌ای از زیر مجموعه‌های غیرتهی  Xاست. یعنی هر عضو از {\displaystyle {\mathfrak {B}}\!}، یک زیرمجموعهٔ {\displaystyle X\!} است، که ما آن‌را {\displaystyle B\!} می‌نامیم. عضوهای  {\displaystyle B\in {\mathfrak {B}}\!}  را مجموعه‌های بودجه نامگذاری می‌کنیم. مجموعه‌های بودجه مشمول در  {\displaystyle {\mathfrak {B}}\!}  باید فهرست جامعی از تمام گزینه‌های انتخابی باشند، که با توجه شرایط نهادی، فیزیکی و وضعیت اجتماعی محدود شده‌اند، و به‌طور قابل تصوری می‌توانند در اختیار انتخاب‌کننده باشند. با این‌حال لازم نیست تمام زیر مجموعه‌های ممکن    {\displaystyle X\!}را شامل شود.
- {\displaystyle C(.)\!}، یک قاعده انتخاب است، که یک مجموعهٔ غیرتهی عناصر انتخاب‌شده {\displaystyle C(B)\subset {\mathfrak {B}}\!} را با هر مجموعه بودجهٔ {\displaystyle B\in {\mathfrak {B}}\!}  در تناظر قرار می‌دهد. هنگامی‌که {\displaystyle C(B)\!} یک عنصر منفرد و تکین را دربر می‌گیرد، آن عضو انتخاب مصرف‌کننده از میان گزینه‌های موجود در  {\displaystyle B\!}است. با این حال مجموعهٔ {\displaystyle C(B)\!} ممکن است بیش از یک عضو داشته باشد. هنگامیکه این وضعیت وجود دارد عناصر {\displaystyle C(B)\!}  گزینه‌های {\displaystyle {\mathfrak {B}}\!} است که تصمیم‌گیرنده ممکن است انتخاب نماید؛ یعنی اینکه، آن‌ها گزینه‌های قابل قبول در  {\displaystyle B\!} می‌باشد در هنگامی‌که تصمیم‌گیرنده با مسئلهٔ انتخاب یک گزینه از مجموعهٔ {\displaystyle {\mathfrak {B}}\!}  مواجه است در این مورد، مجموعهٔ {\displaystyle C(B)\!} به عنوان گزینه‌های در برگیرنده‌ای تلقی می‌شود که ما به‌طور واقعی علاقه‌مند به انتخاب آن‌ها هستیم.

مثلاً اگر  {\displaystyle {\mathfrak {B}}=\{\{x,y\},\{x,y,z\}\}\!} و {\displaystyle X=\{x,y,z\}\!} باشند، یک ساختار انتخاب ممکن، {\displaystyle ({\mathfrak {B}},C_{1}(.))\!} می‌باشد که در آن قاعدهٔ انتخاب، {\displaystyle C_{1}(.)\!}، می‌تواند چنین باشد:
{\displaystyle C_{1}(\{x,y\})=\{x\}\!} و {\displaystyle C_{1}(\{x,y,z\})=\{x\}\!}
و نیز دیگر ساختار انتخاب ممکن می‌تواند {\displaystyle ({\mathfrak {B}},C_{2}(.))\!} باشد که قاعدهٔ انتخاب آن، {\displaystyle C_{2}(.)\!}، اینگونه می‌باشد:
{\displaystyle C_{2}(\{x,y\})=\{x\}\!} و {\displaystyle C_{2}(\{x,y,z\})=\{x,y\}\!}
به همین ترتیب می‌توان ساختارهای انتخاب ممکن دیگر را در نظر گرفت.

### اصل متعارف ضعیف ترجیحات آشکارشده
در هنگام بکارگیری ساختار انتخاب برای مدلسازی رفتار فرد، ممکن است بخواهیم تعدادی قید "قابل قبول" را به رفتار انتخاب فرد تحمیل کنیم. یک فرض مهم، «اصل متعارف ضعیف ترجیحات آشکارشده» است که اولین بار در فصل ۵ ساموئلسون (۱۹۷۴)۹ پیشنهاد شد. این اصل عمومی این انتظار را منعکس می‌سازد که انتخاب‌های مشاهده شده یک فرد باید درجهٔ مشخصی از سازگاری را نشان دهد. برای مثال، اگر یک فرد سبد  {\displaystyle x\!}را در هنگامی انتخاب می‌کند که با سبدهای {\displaystyle \{x,y\}\!} روبرو می‌باشد، مایهٔ تعجب خواهد بود که وی در هنگام روبرو شدن با سبدهای {\displaystyle \{x,y,z\}\!}، سبد  {\displaystyle y\!}را برگزیند. ایدهٔ اساسی این است که انتخاب  {\displaystyle x\!}در هنگام روبرو شدن با سبدهای {\displaystyle \{x,y\}\!} یک ترجیح خاص سبب انتخاب بین آن‌ها شده‌است که انتظار میرود در هنگام روبرو شدن با سبدهای {\displaystyle \{x,y,z\}\!} هم برقرار باشد.
به بیان نمادین، ساختار انتخاب  {\displaystyle ({\mathfrak {B}},C(.))\!}  اصل ضعیف ترجیحات آشکار شده را برقرار می‌سازد، اگر خاصیت زیر وجود داشته باشد:
اگر برای بعضی از {\displaystyle B\in {\mathfrak {B}}\!}؛ {\displaystyle x,y\in B\!} داشته باشیم {\displaystyle x\in C(B)\!} آنگاه:
اگر برای هر {\displaystyle B'\in {\mathfrak {B}}\!}؛ {\displaystyle x,y\in B'\!} داشته باشیم {\displaystyle y\in C(B')\!}، پس همچنین باید داشته باشیم   {\displaystyle x\in C(B')\!}.
در یک بیان توصیفی، اصل متعارف ضعیف بدین معنی است که اگر  {\displaystyle x\!}همیشه در هنگام قابل دسترس بودن  ،{\displaystyle y\!}انتخاب شود، آنگاه مجموعهٔ بودجه‌ای، نمی‌تواند وجود داشته باشد که هر دو گزینه را دارا باشد،  {\displaystyle y\!}انتخاب شود ولی  {\displaystyle x\!}انتخاب نشود.

#### رابطهٔ ترجیحات آشکار شده
یک بیان ساده‌تری از اصل ضعیف ترجیحات آشکار شده می‌تواند با تعریف رابطهٔ ترجیحات آشکار شده۱۰،{\displaystyle \succsim ^{*}\!}، از رفتار مشاهده شده در {\displaystyle C(.)\!} به‌دست بیاید. عبارت  {\displaystyle x\succsim ^{*}y\!} خوانده می‌شود  {\displaystyle x\!}»حداقل به خوبی  {\displaystyle y\!}آشکار می‌گردد» و این‌گونه به بیان نمادین تعریف می‌شود:
{\displaystyle \exists B\in {\mathfrak {B}};x,y\in B\And x\in C(B)\!}.
یا می‌توانیم به‌صورت غیر نمادین بگوییم که  {\displaystyle x\!}»به‌طور آشکار شده بر  {\displaystyle y\!}ترجیح داده میشود»، اگر بعضی {\displaystyle B\in {\mathfrak {B}}\!} وجود داشته باشند، به‌طوری‌که  {\displaystyle x,y\in B\!}، و داشته باشیم {\displaystyle x\in C(B)\!}  و  {\displaystyle y\notin C(B)\!}، یعنی اینکه، هرگاه هم  {\displaystyle x\!}و هم  {\displaystyle y\!}قابل دسترس باشند  {\displaystyle x\!}بر  {\displaystyle y\!}مرجح خواهد بود.اکنون با ذکر این نکته که رابطهٔ ترجیح آشکار شده لازم نیست انتقال‌پذیر یا کامل باشد، اصل متعارف ضعیف را دوباره، و این‌بار بدین صورت تعریف می‌کنیم :
اگر  {\displaystyle x\!}حداقل به‌خوبی  {\displaystyle y\!}آشکار گردد، آنگاه  {\displaystyle y\!}نمی‌تواند به‌طور آشکار بر  {\displaystyle x\!}ترجیح داشته باشد.

## ارتباط میان روابط ترجیحات و قواعد انتخاب
دو پرسش اساسی در ارتباط با رابطهٔ میان دو نگرش بحث شده در بالا مطرح می‌باشد.
1. اگر تصمیم‌گیرنده عقلانی دارای رتبه‌بندی ترجیحات عقلانی باشد، آیا تصمیم‌گیری او در هنگام مواجه شدن با مجموعه‌های بودجه‌ای ضرورتاً یک ساختار انتخابی را القا می‌کند که اصل ضعیف را برقرار سازد؟
2. اگر رفتار انتخاب فرد برای خانواده‌ای از مجموعه‌های بودجه، بتواند به‌وسیلهٔ یک  ساختار انتخاب برقرار سازنده اصل متعارف ضعیف نشان نمایندگی شود، آیا ضرورتاً رابطهٔ ترجیحات عقلانی وجود دارد که با این انتخاب‌ها سازگار باشد؟

قضایایی در این‌باره وجود دارند که نشان می‌دهند، پاسخ پرسش اول مثبت ولی دومی منفی می‌باشد.
برای توجیه این مطلب به ذکر یک مثال اکتفا می‌کنیم، که نشان می‌دهد، رتبه‌بندی عقلایی ترجیحات فرض قوی‌تری را نسبت به ساختار انتخابی که برقرار سازنده اصل متعارف ضعیف باشد، بر رفتار تصمیم‌گیرنده اعمال می‌کند.
فرض کنید {\displaystyle {\mathfrak {B}}=\{\{x,y\},\{x,z\},\{y,z\}\}\!} باشد و {\displaystyle X=\{x,y,z\}\!}، ونیز داشته باشیم:
1. {\displaystyle C(\{x,y\})=\{x\}\!}
2. {\displaystyle C(\{y,z\})=\{y\}\!}
3. {\displaystyle C(\{x,z\})=\{z\}\!}

این ساختار انتخاب، اصل ضعیف را برقرار می‌سازد.
از دو عبارت اول می‌توان نتیجه گرفت که  {\displaystyle x\succ y\!} و {\displaystyle y\succ z\!}، پس اگر رابطهٔ ترجیحات عقلایی برقرار باشد، باید داشته باشیم {\displaystyle x\succ z\!}، حال آن‌که این عبارت با رابطهٔ سوم در تناقض است. بنابراین نمی‌توانیم یک رابطهٔ ترجیحات عقلایی را که توجیه‌کنندهٔ این رفتار باشد، بیابیم.

## پاورقی
1. ^ Preferences and Choice
2. ^ Preference Relation
3. ^ Rationality Axioms
4. ^ Weak Axiom of Revealed Preferences
5. ^ Completeness Axiom
6. ^ Transitivity Axiom
7. ^ Utility Function
8. ^ Choice Rules
9. ^ Samuelson, P. (1974), Foundations of Economic Analysis, Cambridge, Mass.: Harvard University Press
10. ^ Revealed Preference Relation

## برای مطالعهٔ بیشتر
- Revealed Preference, review by هال واریان, 2005, prepared for Samuelsonian Economics and the 21st Century.
- Lecture Notes in Microeconomic Theory, book by Ariel Rubinstein, 2005.